# The Mavericks
The Mavericks är en amerikansk musikgrupp från Miami, startad 1989.  Åren 1991–2003 spelade gruppen in sex album och hade 14 singlar på Billboards countrylistor. Högst placerad var "All You Ever Do Is Bring Me Down" från 1996, ett samarbete med dragspelaren Flaco Jiménez. Till andra framgångsrika låtar av gruppen hör "O What a Thrill", "There Goes My Heart", "Here Comes the Rain" och "Dance the Night Away".

## Diskografi
Studioalbum
- 1991 – The Mavericks
- 1992 – From Hell to Paradise
- 1994 – What a Crying Shame
- 1995 – Music for All Occasions
- 1998 – Trampoline
- 1998 – It's Now! It's Live!
- 2003 – The Mavericks
- 2013 – In Time
- 2015 – Mono
- 2017 – Brand New Day

## Officiell videografi
- 2004 The Mavericks: Live in Austin Texas, regisserad av Michael Drumm (DVD - Sanctuary Records Group)
- 2004 The Best of the Mavericks: The DVD Collection (DVD - MCA Nashville)

## Priser och utmärkelser

### Academy of Country Music Awards
1994
- Bästa nya sånggrupp
- Bästa sånggrupp

1995
- Bästa sånggrupp

### Country Music Association Awards
1995
- Årets sånggrupp

1996
- Årets sånggrupp

### Grammy Awards
1995
- Bästa country-prestation av en duo eller grupp med sång